# 杭坪镇
杭坪镇，中国浙江省金华市浦江县下辖的一个镇。

## 行政区划
下辖以下地区：
杭坪村、中村、大楼村、塘雪村、寺坪村、寺坞村、下薛宅村、薛下庄村、乌浆村、中央畈村、乌浆山村、石宅村、石响村、茶山村、后阳村、殿口村、派顶村、张山村、三合村、曹源口村、曹源村、雪坞村、周坞口村、程家村、中何村、大塘村、裕民村、西山坪村、前胡村、东岭村和外胡村。